# Dudley Storey
Dudley Storey (Wairoa, 1939. november 27. – 2017. március 6.) olimpiai bajnok új-zélandi evezős.

## Pályafutása
Az 1964-es tokiói olimpián kormányos négyesben a nyolcadik helyen végzett. Négy év múlva Mexikóvárosban aranyérmes lett ugyanebben a számban. Az 1970-es kanadai St. Catharines-i világbajnokságon bronzérmet szerzett társaival nyolcasban. Az 1972-es müncheni olimpián ezüstérmes lett kormányos nélküli négyesben.

## Sikerei, díjai
- Olimpiai játékok
  - aranyérmes: 1968, Mexikóváros (kormányos négyes)
  - ezüstérmes: 1972, München (kormányos nélküli négyes)
- Világbajnokság
  - bronzérmes: 1970, St. Catharines (nyolcas)